# Mysidella tanakai
Mysidella tanakai är en kräftdjursart som beskrevs av Ii 1964. Mysidella tanakai ingår i släktet Mysidella och familjen Mysidae. Inga underarter finns listade i Catalogue of Life.